# Вовнянка (притока Інгулця)
Вовнянка, Овнянка — річка у Олександрійському та Петрівському районах Кіровоградської області, ліва притока Інгулця (басейн Дніпра).

## Опис
Довжина річки 16  км., похил річки — 4,6 м/км. Формується з декількох безіменних струмків та водойм. Площа басейну 129 км².

## Розташування
Вовнянка бере  початок з водойми в селі Щасливе. Тече переважно на південний захід в межах сіл Гайок та Пустельникове. На околиці села Новий Стародуб впадає у річку Інгулець, праву притоку Дніпра.